# TOPIS
TOPIS는 2005년 7월 6일 개업한 대한민국 서울특별시의 교통정보시스템이다. 버스종합사령실(BMS)과 교통카드시스템 및 무인단속시스템, 교통방송, 경찰청, 한국도로공사, 기상청, 경기도교통정보센터 그리고 서울지방국토관리청 등 교통 관련기관으로부터 교통 정보를 수집, 서울의 교통 상황을 총괄 운영 관리하고 있다. 

## 통합모니터링 기능
- 개별시스템에서 연계된 속도정보와 영상정보를 활용하여 통합모니터링 시스템을 구축하고 서울시 주요도로의 실시간 소통상황 모니터링과 도로 정체구간 경보시스템 운영
- 서울시 도로의 소통상황을 한눈에 모니터링 가능하도록 GIS MAP 상에 속도를 표출하고, 연계 CCTV 영상 검색 및 조회

## 정체 경보시스템 운영
- 누적된 교통정보를 통해 유형별 정체정보로 제공하는 경보시스템을 운영하고, 운영자료를 분석하여 유형별 정체의 지속적인 발생여부를 DB화하여 현장 교통운영 자료로 활용 함

## 정책분석지원 기능
- 사용자 가공데이터 GIS MAP 표출, 통합경보관리 및 통계자료 분석보고서를 제공 함

## 정보제공 기능
- 교통상황 및 혼잡예보를 위한 라디오, 교통방송 TV, 인터넷, 지상파 DMB 및 모바일을 통한 실시간 교통정보 제공
- 24시간 인터넷을 통하여 TOPIS 시스템에 접속 가능함

## 참고 문헌
본 문서에는 서울특별시에서 지식공유 프로젝트를 통해 퍼블릭 도메인으로 공개한 저작물을 기초로 작성된 내용이 포함되어 있습니다.